# Хорти, Миклош
Ми́клош Хо́рти, витязь На́дьбаньяи (венг. vitéz nagybányai Horthy Miklós, нем. Nikolaus von Horthy und Nagybánya; 18 июня 1868, Кендереш, Яс-Надькун-Сольнокский комитат, Австро-Венгрия — 9 февраля 1957, Эшторил, Португалия) — правитель (регент) Венгерского королевства в 1920—1944 годах, вице-адмирал.

## Биография
Миклош Хорти родился 18 июня 1868 года. Выходец из старого мелкопоместного нетитулованного дворянского рода, приверженного кальвинизму. В молодости много путешествовал, был на австро-венгерской дипломатической службе в Османской империи и других странах. В 1908—1914 годах — адъютант императорского генерал-адъютанта Эдуарда фон Паара. Во время Первой мировой войны — капитан, затем вице-адмирал австро-венгерского военно-морского флота, одержал ряд побед, в марте 1918 года назначен главнокомандующим флотом. Занимал эту должность вплоть до приказа императора Карла I Габсбурга о сдаче флота новообразованному Государству словенцев, хорватов и сербов (31 октября 1918 года).
Возглавил сопротивление, выступившее против Венгерской революции 1919 года на юге страны; после эвакуации из Будапешта румынских войск Хорти вступил в город на белом коне и объявил о том, что прощает «грешную столицу», осквернившую родину. Национальная армия, возглавляемая Хорти, представляющая собой ряд полусамостоятельных вооружённых формирований, была ответственна за «белый террор» против коммунистов, других левых и евреев. В 1920 году Антанта вывела войска из Венгрии, однако в том же году Трианонский договор лишил страну 2/3 территории (где, помимо словаков, хорватов, словенцев и румын, проживало 3 миллиона этнических венгров) и большей части экономической инфраструктуры.
При Хорти Венгрия считалась королевством, но престол был вакантен после официального низложения последнего короля Карла IV, который предпринял две неудачные попытки государственного переворота в Венгрии, но столкнулся с противодействием регента. Хорти стал адмиралом без флота (Венгрия лишилась выхода к морю) и регентом в королевстве без короля; официально он титуловался «его светлость регент Венгерского королевства».
Миклош Хорти установил авторитарный режим, продолжающий консервативные традиции. Бо́льшую часть его правления была запрещена не только коммунистическая партия, но и откровенно фашистские партии.
В 1922 году населению Венгрии были урезаны избирательные права: избирательное право сохранилось в полном объёме для 38 % граждан; кроме того, было отменено тайное голосование. Важным внешнеполитическим достижением тех времён стало вступление Венгрии в Лигу Наций 18 сентября 1922 года. В 1927 году был заключён договор о дружбе с Королевством Италия, который символизировал выход Венгрии из внешнеполитической изоляции. Экономическое положение страны в годы премьерства Иштвана Бетлена, однако, оставалось тяжёлым: промышленное производство приблизилось к довоенному уровню лишь к 1927—1928 годам. После начала Великой депрессии экономическое состояние Венгрии ухудшилось, однако в 1930-е годы докризисное положение удалось восстановить, благодаря крутым мерам, которые предпринял глава правительства Дьюла Гёмбёш.
Миклош Хорти выступил инициатором участия Венгрии во Второй мировой войне. Он писал: «Наиболее реальную опасность, безусловно, представляет русская экспансия, будь то царско-православная или сталинско-коммунистическая». Будучи союзником Гитлера (удовлетворившего реваншистские устремления режима — благодаря вмешательству Германии Венгрия по Венским арбитражам получила в 1938 году часть Словакии и Закарпатскую Украину, а в 1940 году от Румынии — часть Трансильвании), он вместе с тем был противником геноцида евреев и вообще вмешательства Германии во внутренние дела страны.
В апреле 1941 года венгерские войска приняли участие во вторжении в Югославию. В эти дни, во время встречи с Гитлером Хорти написал: «Почему это монголам, киргизам, башкирам и прочим надо быть русскими? Если превратить существующие сегодня советские республики в самостоятельные государства, вопрос был бы решён. За несколько недель армия Германии сделала бы эту важнейшую работу для всего человечества». Несколькими месяцами позже, когда Германия напала на СССР, Хорти, несмотря на требования Гитлера, сначала не хотел объявлять войну Союзу, стремясь ограничить дело разрывом дипломатических отношений, но после того, как 26 июня 1941 года самолёты, опознанные как советские, совершили налёт на город Кашша (с 1920 до 1938 года и ныне Кошице в Словакии), Венгрия 27 июня объявила войну СССР. Есть версия, что этот налёт был немецкой или румынской провокацией. При этом ещё 22 июня 1941 года в приветственной телеграмме Гитлеру Хорти назвал этот день «счастливейшим в своей жизни».
Одним из первых среди союзников Гитлера осознал неотвратимость поражения стран «оси» в войне и уже с 1942 года начал секретные переговоры с союзниками. Однако отношения с Германией оставались тесными. 18 июня 1943 года Гитлер подарил адмиралу роскошную яхту к его 75-летию (яхту спустили на воды Дуная, Гитлера на церемонии представлял гросс-адмирал Эрих Редер) и в тот же день Хорти писал в Берлин: «У меня прямо перехватило дух… Не знаю, как и отблагодарить вас». При этом 15 марта 1944 года он был приглашён Гитлером на фиктивные переговоры в Клессхайм (под Зальцбургом), в результате чего венгерская армия осталась без главнокомандующего, и к 19 марта 1944 года Венгрия была оккупирована немецкими войсками, и в стране начались депортации евреев и цыган. При приближении советских войск к границам Венгрии Хорти сместил в августе 1944 года прогерманское правительство Дёме Стояи и назначил премьером генерала Гезу Лакатоша. 15 октября 1944 года правительство Хорти объявило о перемирии с СССР. Однако вывести свою страну из войны Хорти, в отличие от короля Румынии Михая I, не удалось. В Будапеште произошёл поддержанный Германией государственный переворот, а сын Хорти — Миклош Хорти-младший был похищен отрядом СС под руководством Отто Скорцени и взят в заложники. Под нажимом Гитлера через несколько дней адмирал передал власть лидеру нацистской прогерманской партии «Скрещённые стрелы» Ференцу Салаши и был вывезен в Германию, где содержался под арестом вместе с женой, невесткой и внуком.
После окончания войны 77-летний Хорти не был предан суду как военный преступник, хотя на этом настаивало правительство Югославии (по обвинению в массовых убийствах, организованных венгерскими военными в Воеводине в 1942 году) и переехал с семьёй в Португалию, в Эшторил, где прожил ещё около 13 лет. Миклош Хорти скончался 9 февраля 1957 года.
Прах адмирала был перезахоронен 4 сентября 1993 года в фамильном склепе на кладбище посёлка Кендереш к востоку от Будапешта. В соответствии с последней волей покойного церемония была чисто семейной. Министр иностранных дел Венгрии был вынужден разъяснять министру иностранных дел Румынии, что прибытие иностранных официальных лиц в Кендереш будет носить лишь частный характер. Церемония перезахоронения вызвала бурные дебаты в прессе, называвшей Хорти и «мудрым государственным деятелем», восстановившим величие нации «после позора Версаля», и виновным в неисчислимых жертвах и в «оккупации страны Красной Армией». Премьер-министр Йожеф Анталл, выступая по телевидению, назвал Хорти жертвой обстоятельств, «верным долгу патриотом, никогда не навязывавшим свою волю правительству, не прибегавшим к диктаторским методам, что отличает его от Франко и Антонеску».